# Two Faced
«Two Faced» — песня американской рок-группы Linkin Park. Она была выпущена в качестве четвёртого сингла с восьмого студийного альбома группы From Zero 13 ноября 2024 года вместе с музыкальным видео. Как и «Heavy Is the Crown», она демонстрирует ню-метал и рэп-рок звучание, характерное для старых релизов группы, таких как Hybrid Theory и Meteora.

## Композиция
«Two Faced» стилистически описывается как ню-метал, хард-рок, и рэп-рок. Песня была отмечена как «[обратный звонок]» к Hybrid Theory и Meteora, особенно в сравнении с «One Step Closer». Тематика песни затрагивает предательство и манипуляции.

## Отзывы критиков
Песня получила положительную оценку Марии Шерман из ABC News, которая назвала её одним из «самых приятных моментов альбома».

## Музыкальное видео
Клип на песню «Two Faced» был снят музыкантом группы Джо Ханом и вышел 13 ноября 2024 года.
В клипе группа исполняет песню в промышленной обстановке. Алекс Харрис из Neon Music описал клип так: «В клипе группа выступает в помещении, которое кажется тесным, что усиливает напряжение, царящее в треке».

## Участники записи
Данные взяты из Tidal.
Linkin Park
- Эмили Армстронг — вокал, композиция
- Колин Бриттэн — ударные, композиция, сопродюсер
- Брэд Делсон — гитары, композиция, сопродюсер
- Дэйв «Феникс» Фаррелл — бас-гитара, композиция
- Джо Хан — вертушки, семплы, программирование, композиция
- Майк Шинода — рэп, клавишные, бэк-вокал, ритм-гитара, композиция, продюсирование, звукорежиссура

Дополнительный персонал
- Рич Кости — сведение
- Итан Мейтс — звукорежиссёр
- Эмерсон Манчини — мастеринг
- Джефф Ситрон — помощь в сведении

## Чарты
| Чарт (2024)                                    | Высшая позиция |
| ---------------------------------------------- | -------------- |
| Австрия (Ö3 Austria Top 40)                    | 7              |
| Бельгия/Фландрия (Ultratop 50)                 | 49             |
| Бельгия/Валлония (Ultratop 50)                 | 49             |
| Бразилия (Billboard Hot 100 Airplay)           | 55             |
| Канада (Billboard Canadian Hot 100)            | 57             |
| Чехия (Singles Digitál Top 100)                | 10             |
| Франция (SNEP)                                 | 49             |
| Финляндия (Suomen virallinen lista)            | 38             |
| Германия (GfK)                                 | 5              |
| Мир (Billboard Global 200)                     | 29             |
| Греция (IFPI)                                  | 22             |
| Венгрия (Single Top 40)                        | 26             |
| Ирландия (IRMA)                                | 68             |
| Италия (FIMI)                                  | 82             |
| Италия (FIMI)                                  | 15             |
| Япония (Billboard)                             | 19             |
| Латвия (LaIPA)                                 | 8              |
| Литва (AGATA)                                  | 43             |
| Люксембург (Billboard)                         | 7              |
| Нидерланды (Single Top 100)                    | 51             |
| Новая Зеландия (RMNZ)                          | 4              |
| Польша (Polish Streaming Top 100)              | 32             |
| Словакия (Singles Digitál Top 100)             | 13             |
| Швеция (Sverigetopplistan)                     | 73             |
| Швейцария (Schweizer Hitparade)                | 6              |
| Великобритания (UK Singles Chart)              | 22             |
| Великобритания (OCC)                           | 3              |
| США (Billboard Bubbling Under Hot 100 Singles) | 7              |
| США (Billboard Hot Rock & Alternative Songs)   | 14             |